# Chrysopa bolivari
Chrysopa bolivari is een insect uit de familie van de gaasvliegen (Chrysopidae), die tot de orde netvleugeligen (Neuroptera) behoort. 
Chrysopa bolivari is voor het eerst wetenschappelijk beschreven door Banks in 1913.